# Poteet
Poteet – miasto w Stanach Zjednoczonych, w stanie Teksas, w hrabstwie Atascosa.